# Sowjetischer Fußballpokal 1973
Der Sowjetische Fußballpokal 1973 war die 32. Austragung des sowjetischen Pokalwettbewerbs der Männer. Pokalsieger wurde Ararat Jerewan. Das Team setzte sich im Finale gegen Dynamo Kiew durch. Titelverteidiger Torpedo Moskau war in der 2. Runde ausgeschieden. Da Ararat mit dem Gewinn der Meisterschaft das Double holte, qualifizierte sich der unterlegene Pokalfinalist für den Europapokal der Pokalsieger.

## Modus
An dem Wettbewerb nahmen die 16 Erstligisten und die 20 Zweitligisten teil. Bis zum Halbfinale wurden die Sieger in Hin- und Rückspiel ermittelt. Gab es nach beiden Partien Torgleichstand, entschied die Anzahl der auswärts erzielten Tore (Auswärtstorregel). War auch deren Anzahl gleich fand im Rückspiel eine Verlängerung statt, in der auch die Auswärtstorregel galt. Wurde in der Verlängerung kein Treffer erzielt, musste der Sieger durch ein Elfmeterschießen ermittelt werden.
Das Finale wurde in einem Spiel entschieden. Stand es nach regulärer Spielzeit unentschieden, wurde das Spiel um zweimal 15 Minuten verlängert. Stand danach kein Sieger fest, wurde die Begegnung am folgenden Tag an gleicher Stelle wiederholt.

## Teilnehmende Teams
| Wysschaja Liga (16) | Wysschaja Liga (16) | Perwaja Liga (20) | Perwaja Liga (20) |
| --- | --- | --- | --- |
| - Dynamo Moskau - Spartak Moskau - Torpedo Moskau - ZSKA Moskau - Ararat Jerewan - Dinamo Minsk - Dnjepr Dnjepropetrowsk - Dynamo Kiew | - Dinamo Tiflis - Kairat Alma-Ata - Karpaty Lwow - Pachtakor Taschkent - Schachtjor Donezk - SKA Rostow - Sarja Woroschilowgrad - Zenit Leningrad | - Alga Frunse - Kusbass Kemerowo - Krylja Sowetow Kuibyschew - Lokomotive Moskau - Metallist Charkow - Metallurg Lipezk - Metallurg Saporoschje - Neftçi Baku - Nistru Kischinjow - Pamir Duschanbe | - Schachtjor Karaganda - Schinnik Jaroslawl - Spartak Iwano-Frankowsk - Spartak Naltschik - Spartak Ordschonikidse - Stroitel Aschchabat - Swesda Perm - Tekstilschtschik Iwanowo - Torpedo Kutaissi - Tschernomorez Odessa |

## 1. Runde
Teilnehmer: Acht Zweitligisten
| Datum             |                          | Gesamt |                         | Hinspiel | Rückspiel |
| ----------------- | ------------------------ | ------ | ----------------------- | -------- | --------- |
| 04.03./10.03.1973 | Kusbass Kemerowo         | 1:2    | Metallist Charkow       | 0:0      | 1:2       |
| 04.03./10.03.1973 | Tekstilschtschik Iwanowo | 4:2    | Spartak Iwano-Frankowsk | 3:2      | 1:0       |
| 04.03./10.03.1973 | Metallurg Lipezk         | 1:3    | Spartak Naltschik       | 1:1      | 0:2       |
| 04.03./11.03.1973 | Metallurg Saporoschje    | 4:0    | Stroitel Aschchabat     | 3:0      | 1:0       |

## 2. Runde
Teilnehmer: Die vier Sieger der 1. Runde, zwölf weitere Zweitligisten und alle 16 Erstligisten.
| Datum             |                          | Gesamt    |                           | Hinspiel | Rückspiel |
| ----------------- | ------------------------ | --------- | ------------------------- | -------- | --------- |
| 14.03./01.04.1973 | Karpaty Lwow             | (a)1:1(a) | Neftçi Baku               | 1:1      | 0:0       |
| 15.03./01.04.1973 | Schinnik Jaroslawl       | 0:2       | Dynamo Moskau             | 0:0      | 0:2 n. V. |
| 15.03./01.04.1973 | Dinamo Tiflis            | 2:0       | Krylja Sowetow Kuibyschew | 2:0      | 0:0       |
| 15.03./01.04.1973 | Dnjepr Dnjepropetrowsk   | 2:1       | Lokomotive Moskau         | 1:1      | 1:0       |
| 15.03./01.04.1973 | Tekstilschtschik Iwanowo | 0:1       | Pachtakor Taschkent       | 0:0      | 0:1       |
| 16.03./01.04.1973 | Ararat Jerewan           | 2:0       | Alga Frunse               | 1:0      | 1:0       |
| 16.03./01.04.1973 | Metallist Charkow        | 0:6       | Dynamo Kiew               | 0:3      | 0:3       |
| 16.03./01.04.1973 | Dinamo Minsk             | 1:0       | Swesda Perm               | 1:0      | 0:0       |
| 16.03./01.04.1973 | Pamir Duschanbe          | 1:3       | Kairat Alma-Ata           | 0:2      | 1:1       |
| 16.03./01.04.1973 | Spartak Moskau           | 2:1       | Nistru Kischinjow         | 0:0      | 2:1       |
| 16.03./01.04.1973 | Tschernomorez Odessa     | 4:2       | SKA Rostow                | 2:0      | 2:2       |
| 16.03./01.04.1973 | Zenit Leningrad          | 3:1       | Spartak Naltschik         | 1:1      | 2:0       |
| 16.03./01.04.1973 | Torpedo Kutaissi         | 1:5       | ZSKA Moskau               | 0:3      | 1:2       |
| 17.03./01.04.1973 | Sarja Woroschilowgrad    | 3:1       | Spartak Ordschonikidse    | 2:1      | 1:0       |
| 31.03./03.04.1973 | Schachtjor Donezk        | 4:3       | Metallurg Saporoschje     | 2:0      | 2:3       |
| 01.04./15.04.1973 | Torpedo Moskau           | (a)1:1(a) | Schachtjor Karaganda      | 1:1      | 0:0       |

## Achtelfinale
| Datum             |                       | Gesamt          |                        | Hinspiel | Rückspiel |
| ----------------- | --------------------- | --------------- | ---------------------- | -------- | --------- |
| 31.05./22.06.1973 | Schachtjor Karaganda  | 1:5             | Tschernomorez Odessa   | 0:2      | 1:3       |
| 05.06./27.06.1973 | Neftçi Baku           | 1:4             | Ararat Jerewan         | 0:1      | 1:3       |
| 05.06./27.06.1973 | Kairat Alma-Ata       | 2:3             | Dynamo Kiew            | 1:1      | 1:2       |
| 05.06./27.06.1973 | Zenit Leningrad       | 2:2 (3:5 i. E.) | Dynamo Moskau          | 1:1      | 1:1 n. V. |
| 05.06./27.06.1973 | Spartak Moskau        | 3:2             | Dinamo Tiflis          | 2:1      | 1:1       |
| 05.06./27.06.1973 | Dinamo Minsk          | 2:3             | Dnjepr Dnjepropetrowsk | 2:0      | 0:3 n. V. |
| 05.06./27.06.1973 | Sarja Woroschilowgrad | 2:1             | Schachtjor Donezk      | 2:0      | 0:1       |
| 06.06./27.06.1973 | ZSKA Moskau           | 4:2             | Pachtakor Taschkent    | 3:1      | 1:1       |

## Viertelfinale
| Datum             |                        | Gesamt |                       | Hinspiel | Rückspiel |
| ----------------- | ---------------------- | ------ | --------------------- | -------- | --------- |
| 11.07./25.07.1973 | ZSKA Moskau            | 0:5    | Dynamo Kiew           | 0:2      | 0:3       |
| 11.07./25.07.1973 | Ararat Jerewan         | 2:1    | Sarja Woroschilowgrad | 2:0      | 0:1       |
| 11.07./25.07.1973 | Dnjepr Dnjepropetrowsk | 2:1    | Spartak Moskau        | 0:0      | 2:1       |
| 12.07./25.07.1973 | Dynamo Moskau          | 6:2    | Tschernomorez Odessa  | 3:0      | 3:2       |

## Halbfinale
| Datum             |                        | Gesamt          |                | Hinspiel | Rückspiel |
| ----------------- | ---------------------- | --------------- | -------------- | -------- | --------- |
| 01.08./15.08.1973 | Dnjepr Dnjepropetrowsk | 0:2             | Ararat Jerewan | 0:1      | 0:1       |
| 16.08./12.09.1973 | Dynamo Kiew            | 2:2 (6:5 i. E.) | Dynamo Moskau  | 1:1      | 1:1 n. V. |

## Finale
| Paarung        | Ararat Jerewan – Dynamo Kiew |
| Ergebnis       | 2:1 n. V. (1:1, 0:0) |
| Datum          | 10. Oktober 1973 |
| Stadion        | Olympiastadion Luschniki, Moskau |
| Zuschauer      | 60.000 |
| Schiedsrichter | Pawel Nikolajewitsch Kasakow |
| Tore           | 0:1 Wiktor Kolotow (61., Foulelfmeter) 1:1 Lewon Ischtojan (89.) 2:1 Lewon Ischtojan (103.) |
| Ararat Jerewan | Aljoscha Abrahamjan – Sanasar Geworkjan, Armen Sarkisjan, Alexander Kowalenko – Norajr Mesropjan, Arkadi Andreasjan – Sergei Bondarenko (73. Sergei Pogossow), Lewon Ischtojan – Eduard Markarow (73. Nikolai Kasarjan), Howhannes Sanasanjan , Nasar Petrosjan Cheftrainer: Nikita Simonjan |
| Dynamo Kiew    | Waleri Samochin – Alexander Damin, Wiktor Matwijenko, Michail Fomenko – Stefan Reschko, Wladimir Troschkin – Wladimir Muntjan, Leonid Burjak (87. Waleri Sujew) – Wiktor Kolotow , Wladimir Weremejew, Oleg Blochin (89. Wiktor Kondratow) Cheftrainer: Alexander Sewidow                    |
| Gelbe Karten   | Geworkjan (20.), Kowalenko (75.) – keine |